# Inerzia termica
In termodinamica per inerzia termica si intende la capacità di un materiale o di una struttura di variare più o meno lentamente la propria temperatura come risposta a variazioni di temperatura esterna o ad una sorgente di calore/raffreddamento interno. Il concetto è in piena analogia con l'inerzia nel moto dei sistemi meccanici, dove l'energia meccanica è l'equivalente dell'energia termica.
Si può valutare in termini di temperatura/tempo*differenza di temperatura (s-1) oppure più comunemente in potenza/tempo*differenza di temperatura (W/s×K). È un parametro molto importante, assieme alla conducibilità termica, per valutare l'efficienza energetica di una struttura, ad esempio in relazione alla presenza e alla posizione dell'isolamento termico. È proporzionale al calore specifico dei materiali e alla massa (riassumibili nella capacità termica) e inversamente proporzionale alla conducibilità termica (o più in generale alla trasmittanza termica) e alla differenza di temperatura fra interno ed esterno.
Alcune tecniche d'isolamento termico prevedono la realizzazione di manufatti edilizi che soddisfino queste caratteristiche, cioè alto grado di inerzia termica grazie ad un aumento della massa degli edifici, con costi superiori. Questo fa sì che le variazioni di temperatura si registrino con un ritardo temporale più o meno accentuato mantenendo inalterate per più tempo le condizioni ambientali preesistenti, senza dover far intervenire una fonte di climatizzazione con relativo consumo energetico per ristabilirle, cioè in maniera passiva.